# Mark Webber (autóversenyző)
Mark Alan Webber (Queanbeyan, Új-Dél-Wales, 1976. augusztus 27. –) ausztrál autóversenyző. 2002-től 2013-ig a Formula–1-ben versenyzett. Legjobb összetettbeli eredménye a 2010-ben, 2011-ben és 2013-ban elért harmadik helyezés, valamennyit a Red Bull Racing színeiben érte el. Pályafutása során 9-szer ünnepelhetett futamgyőzelmet, 13-szor indulhatott a pole pozícióból és 41-szer állhatott fel a dobogóra.

## Pályafutása a Formula–1 előtt
Mark Webber egy Queanbeyan-i (Ausztrália) motorkerékpár kereskedő fiaként jött világra. Gyermekkorában számos sportot űzött, az 1980-as évek végén pedig a Canberra Raiders rögbiklubban volt labdaszedő.
Leginkább azonban a technikai sportok kötötték le figyelmét – gyermekkori példaképeiként a négyszeres Formula–1-es világbajnokot, Alain Prostot és a motorkerékpáros legendát, Kevin Schwantzot nevezi meg. Webber eleinte maga is motorozott, csak 1990-ben – relatíve későn, 14 évesen – kezdett el gokartozni. (Sok Formula–1-es pilóta már 3-6 évesen megismerkedik a gokarttal.)
Webber 1991-ben futotta első gokart versenyeit az ausztrál nemzeti bajnokságban, 1992-ben megnyerte az Új Dél-Wales-i állami gokartbajnokságot, 1993-ban a "King of Karting" gokart versenyt és a Canberrai Kupát. Ugyanebben az évben elnyerte az I.M.B/WIN TV Ifjúsági Sport Díját, valamint az övé lett a "Top Gun"-díj az Ian Luff Haladó Versenyző Iskolában.
1994-ben kezdett el autókkal versenyezni az ausztrál Forma-Ford bajnokságban. Első szezonjában a 14. helyen végzett, az „év újonca” kategóriában pedig második lett. A szezon csúcspontja az volt számára, hogy a második helyen kvalifikálta magát az Adelaide-i Formula–1-es verseny betétfutamaként megtartott Forma-Ford versenyen. A versenyek között felügyelőként dolgozott a Sydney-i Oran Park versenypályán.
Webber 1995-ben ismét brillírozott a Formula–1 ausztrál nagydíj betétfutamaként megtartott Forma-Ford futamon: övé lett a pole-pozíció és a győzelem is. A bajnokságban a negyedik helyen végzett (futamgyőzelem Sandown-ban, Symmons Plains-ben és Phillip Island-on) és "Slick 50 Pole Position" díjat kapott a szezonban szerzett legtöbb pole-pozícióért. Ezen kívül második lett az 1995-ös Surfers Paradise-i IndyCar verseny betétfutamaként megtartott versenyen és két második helyet szerzett az ausztrál Forma-Brabham kategóriában vendégszereplései alkalmával.
Az év legfontosabb eseménye mégis az volt számára, hogy az ausztrál Forma-Ford versenysorozat egyik koordinátora, Ann Neal a menedzsere lett. Neal megnyerte az ausztrál Yellow Pages-t Webber szponzorának hét évre és szervezett neki egy Forma-Ford tesztet az angliai Snettertonban. Az ausztrál versenyző a Van Diemen Forddal futott teszten jól teljesített és jutalomként elindulhatott a híres Brands Hatch-i Forma-Ford Fesztiválon. Ez volt Webber első nemzetközi versenye és rögtön harmadik helyet szerzett rajta.
1996-ban Webber Európába költözött, ám előtte még megnyerte a Formula–1-es ausztrál nagydíj betétfutamaként megtartott Forma-Holden versenyt Melbourne-ben. Európában a brit Forma-Ford bajnokságban a Duckhams Van Diemen csapat gyári versenyzőjeként folytatta pályafutását. A szezon során négy futamot nyert, négy pole- pozíciót szerzett és összetettben a második helyen végzett. Megnyerte a Forma-Ford Fesztivált, valamint a Spa-Francorchamps-i versenyt a Forma-Ford Európa Kupában. Éves teljesítményéért hazájában neki ítélték az év fiatal versenyzőjének járó „Young Achiever” díjat és a legjobb nemzetközi versenyzőnek járó „International Achiever” díjat.
1997-ben Webber feljebb lépett a brit Formula–3-ba az Alan Docking Racing csapat színeiben. Az ausztrál versenyző ekkoriban anyagi gondokkal küzdött, ami miatt majdnem abba kellett hagynia a versenyzést a szezon felénél, ám a segítségére sietett David Campese egykori ausztrál rögbijátékos. Webber negyedik Formula–3-as versenyén, Brands Hatch-ben már diadalmaskodni tudott és egy új pályacsúcsot is felállított. Az 1997-es Formula–1-es brit nagydíj betétfutamaként megtartott Formula–3-as futamon második lett, a bajnokságban összetettben pedig negyedik.
Ugyanebben a szezonban harmadik lett a zandvoorti Marlboro Masters Formula–3-as versenyen legjobb újoncként, a híres Makaói Világkupán pedig – szintén újoncként – negyedik. Hazájában az év ausztrál autóversenyzőjének választották és ismét megnyerte a legjobb nemzetközi versenyzőnek járó díjat is. A brit Autosport magazin az "év újoncának" választotta a Formula–3-ban.
Az 1997-es szezon végén Webbert megkereste az AMG Mercedes CLK LM sportautó csapata és felajánlották neki, hogy – Bernd Schneider oldalán – legyen a gyári versenyzőjük a GT sorozatban 1998-ban. Webber először visszautasította az ajánlatot, ám később mégis részt vett egy teszten a csapattal az ausztriai A1-Ringen és úgy döntött, hogy csatlakozik. A Schneider-Webber páros az 1998-as szezon során öt futamot nyert a kategóriában (Silverstone, Hockenheimring, Hungaroring, Suzuka, Donington Park) és összetettben második lett az ugyanannál az istállónál versenyző Klaus Ludwig-Ricardo Zonta kettős mögött.
Szintén 1998-ban Webber megkapta a BRDC Bruce McLaren-díjat, amit a legjobb teljesítményt nyújtó Nemzetközösségbeli pilóta kap. Ausztráliában az "Év Autóversenyzőjévé" és az "Év Nemzetközi Autóversenyzőjévé" választották.
1999-ben az AMG Mercedes csapat tagja volt a Le Mans-i 24 órás versenyen, de a Mercedes műszaki probléma miatt visszavonta autóit a versenyzéstől. A Mercedes-Benz CLRs aerodinamikailag súlyosan elhibázott konstrukció volt, ami miatt Webber a szabadedzésen és a verseny előtti warm-upon (bemelegítés) egy hosszú egyenesben a levegőbe repült és a megpördülve tengelye körül a pálya mellett landolt. Ugyanígy járt Webber csapattársa Peter Dumbreck is a verseny ötödik órájában.
A versenyzőknek nem esett baja, de Webber sportautós karrierje ezzel véget ért és az ausztrál pilóta visszatért inkább az együléses versenyautókhoz. Ezután Webber felkereste Eddie Jordant, a Formula–1-es Jordan csapat főnökét, aki bemutatta Paul Stoddartnak. Stoddart Webber honfitársa volt, ráadásul akkoriban a Formula–3000-es Eurobet Arrows csapat főnöke. Webber ezen az ismeretségen keresztül 2000-ben tehát a Formula–3000-be került, ráadásul 1999 decemberében Barcelonában életében először egy Formula–1-es autót is tesztelhetett: mégpedig az Arrows istálló autóját két napon keresztül.
2000-ben már a Formula–1-es Arrows csapat hivatalos tesztpilótája volt – ám különböző szerződéses okok miatt végül nem tesztelt az istállóval, hanem ehelyett aláírt a Formula–1-es Benetton Formula csapathoz, mint tesztpilóta, menedzsere pedig a Benetton csapatfőnöke, Flavio Briatore lett.
A Formula–3000-ben 2000-ben Webber az European Formula Racing pilótája volt, megnyerte a Silverstone-i futamot és összetettben harmadik lett.
2001-ben csatlakozott a Formula–3000 előző évi bajnok csapatához, a Super Novához és három futamgyőzelemmel (Imola, Monaco, Magny-Cours) összetettben második lett a brit Justin Wilson mögött. A Formula–1-ben továbbra is a Benetton tesztpilótájaként dolgozott, a szezon végén pedig ismét elnyerte a BRDC Bruce McLaren-díját.

## A Formula–1-ben

### Minardi

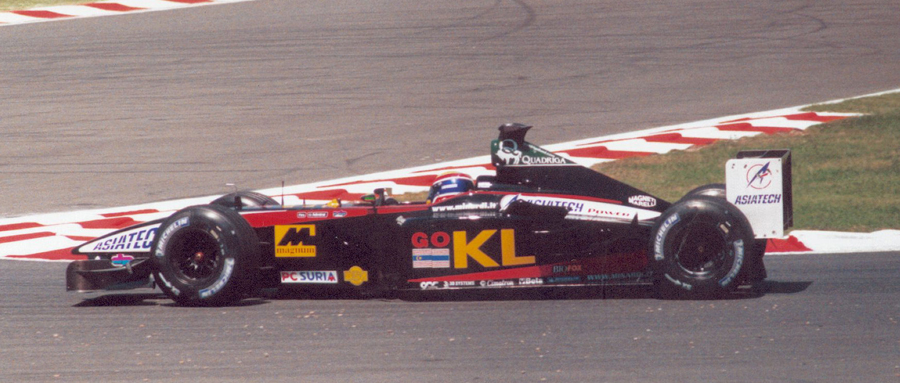
Webber 2002-ben a Minardival a francia nagydíjon

2002-ben Flavio Briatore bejuttatta Webbert a Formula–1-es Minardi csapathoz, aki hazai pályán, az ausztrál nagydíjon futotta pályafutása első versenyét és kisebb szenzációt okozott azzal, hogy az ötödik helyen végzett. A Minardival 1999 óta nem szerzett senki pontot (akkor Marc Genének sikerült), ráadásul ezt most egy újonc tette.
Több pontot nem szerzett a kis olasz csapat a szezon során, de Webber 2 pontja a konstruktőri világbajnokság 9. helyét hozta meg számukra – a Toyota és az Arrows előtt –, Webbernek pedig a 15. helyet a versenyzők pontversenyében. Webber minden egyes időmérő edzésen gyorsabbnak bizonyult, mint csapattársa, Alex Yoong (és Anthony Davidson, aki a Magyar és a belga nagydíjon helyettesítette Yoongot).

### Jaguar

#### 2003

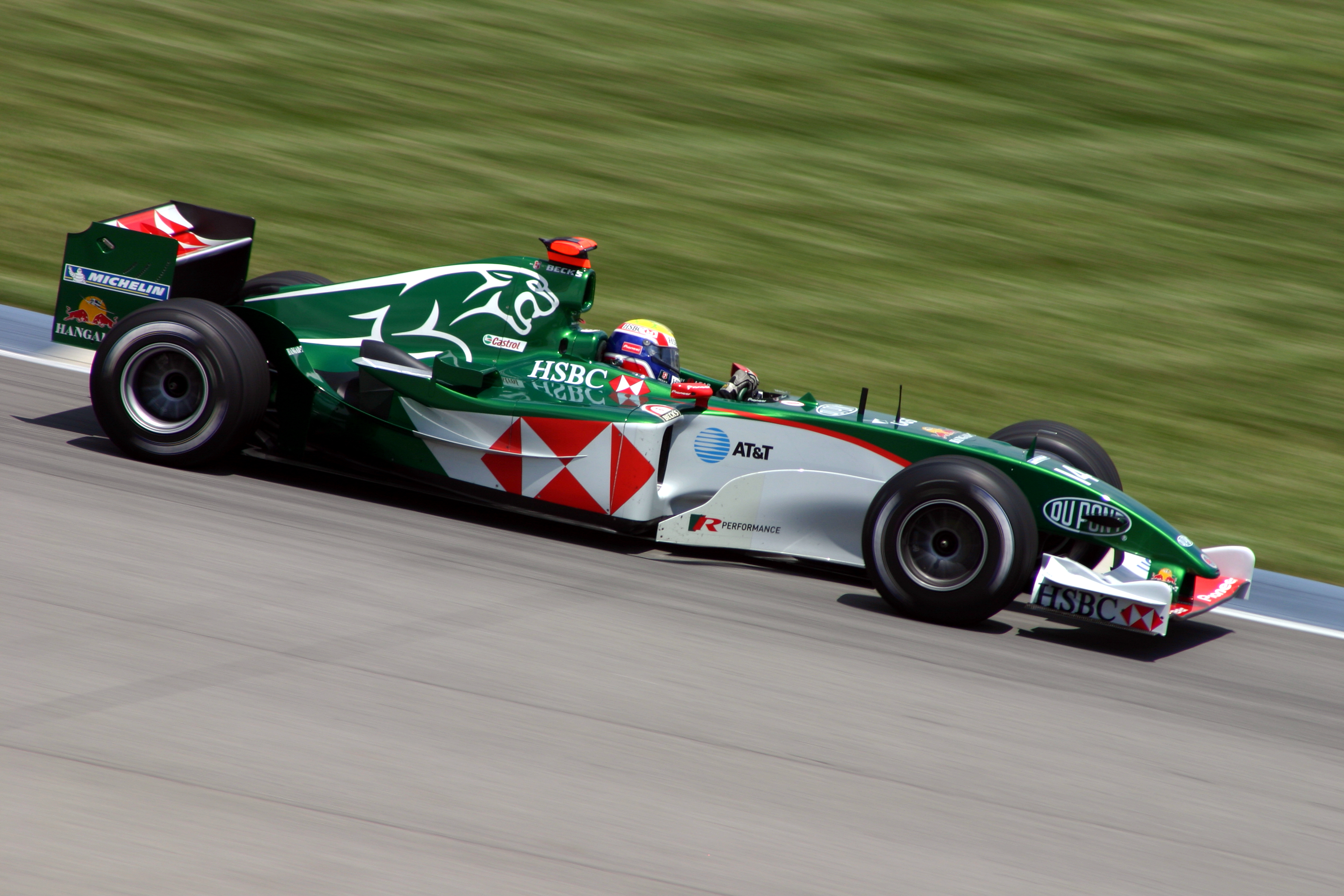
Webber a 2004-es amerikai nagydíjon

A remek teljesítmény meghozta gyümölcsét: 2003-ra Webbert leszerződtette a Jaguar csapat. Az új istállónál az ausztrál első megvillanása a brazil nagydíj első időmérő edzésén volt, amelyen – vizes pályán – megszerezte az előzetes pole pozíciót. A másnapi időmérő edzésen is megőrizte jó formáját és végül a harmadik helyen kvalifikálta magát – ez pedig a Jaguar csapat négyéves történetének legjobb időmérő eredménye volt. A futamon az ausztrál versenyző kicsúszott a vizes pályán.

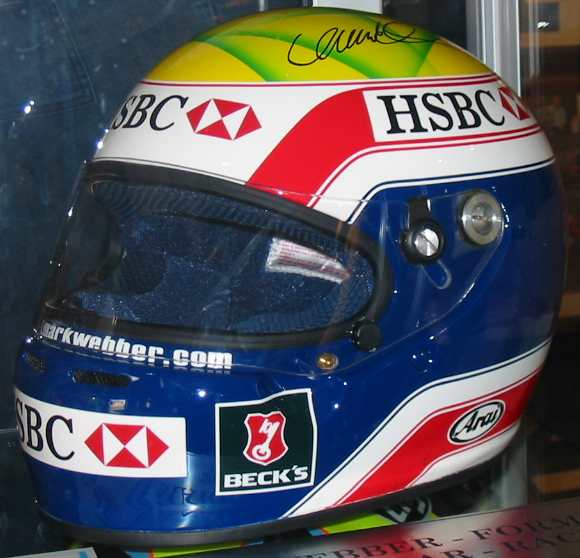
Webber sisakja 2003-ban

A szezon során Webber végül 17 pontot gyűjtött és ezzel a pontverseny tizedik helyén végzett. Csapattársa, Antônio Pizzonia nem szerzett pontot, a brazilt később váltó Justin Wilson pedig csak egyet. Az Autocar magazin Webbert választotta az év autóversenyzőjévé 2003-ban.

#### 2004
Webber 2004-ben is a Jaguarnál folytatta pályafutását, új csapattársa egy osztrák újonc, Christian Klien lett. Webber ebben a szezonban is megcsillantotta remek képességeit az időmérő edzésen: Malajziában második lett a kvalifikáción. A versenyen azonban most sem tudta ezt kamatoztatni, mivel egy elrontott rajt alaposan hátravetette, ütközött Ralf Schumacherrel (BMW–Williams F1), végül egy megpördülés után kiesett.
Hasonlóan járt a szezon utolsó előtti futamán, Japánban, ahol a harmadik helyen végzett az időmérő edzésen, ám a futamot műszaki hiba miatt nem tudta befejezni.
Webber a szezon során összesen 7 pontot gyűjtött és 13. lett.
A Jaguarnak ez volt utolsó szezonja a Formula–1-ben, így Webber is új csapat után nézett: 2005-re a BMW-Williams szerződtette le.

### Williams

#### 2005
A Williamsnél a német Nick Heidfeld lett Webber új csapattársa. Az ausztrál versenyző rögtön új csapatával futott első versenyén megszerezte a harmadik rajtkockát, ám a versenyre most sem tudta átmenteni a jó formát: ötödik helyen végzett. Malajziában Webber a negyedik helyről indult és Giancarlo Fisichellával (Renault) küzdött a dobogóért, amikor Fisichella Webber egy előzési kísérleténél mindkettejüket kiütötte a versenyből. Utólag kiderült, hogy az ausztrál versenyző a szezon első két futamán törött bordával vett részt, ami felértékelte teljesítményét.

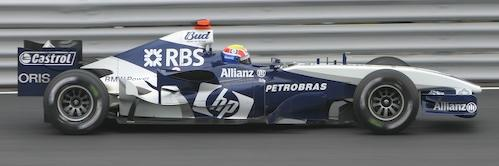
Webber a 2005-ös kanadai nagydíjon

Webber következő figyelemre méltó teljesítménye a spanyol nagydíj időmérő edzésén elért második helye volt – ám a futamon megint csak hatodik lett. Monacóban aztán végre felállhatott a dobogóra: a harmadik helyen végzett.
A szezon végén – az olasz nagydíjtól kezdve – Antonio Pizzonia váltotta fel a sérült Heidfeldet a másik Williamsben. Webber nem ápolt jó viszonyt a brazil versenyzővel, mivel Pizzonia korábban megvádolta azzal, hogy a Jaguarnál különb elbánásban részesítették nála. Webber ezt akkor határozottan cáfolta – meglehetősen kemény szavakkal illetve Pizzoniát.
Webber összesen 36 pontot gyűjtött össze a 2005-ös szezon során, amely a pilóták pontversenyének 10. helyére rangsorolta. Heidfeld 28 ponttal 11. lett, de öttel kevesebb versenyt futott Webbernél.

#### 2006
2006-ban Webber továbbra is a Williams versenyzője volt, ám a csapat autóit már Cosworth-motorok hajtották, miután a BMW önálló istállót alakított. Heidfeld, illetve Pizzonia helyére az újonc Nico Rosberg (az 1982-es világbajnok, Keke Rosberg fia) került az ausztrál csapattársaként.
A Williams FW28 nem volt megbízható autó, Webber sokszor kiesett pontszerző helyről. Hazai nagydíján, Ausztráliában az élről esett ki műszaki hiba miatt. Monacóban a második helyről rajtolhatott, de itt is elfüstölt az autója. Összesen 7 pontot szerzett csak a szezonban, és ezzel 14. lett.

### Red Bull

#### 2007

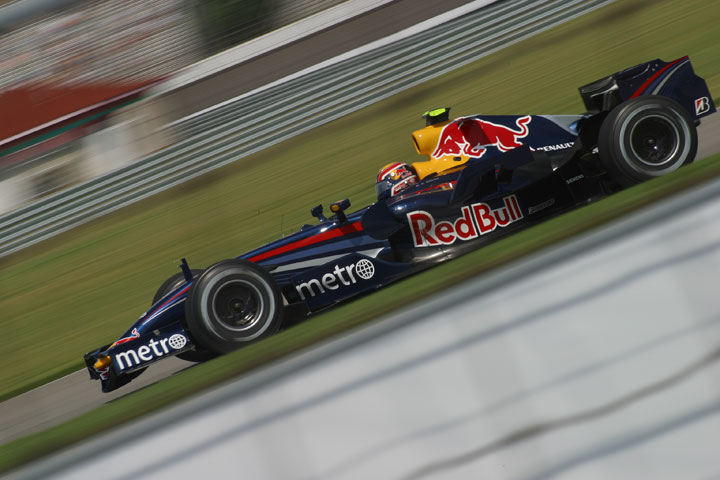
Webber a 2007-es amerikai nagydíjon

2007-ben Webber a Red Bull-Renault csapatnál folytatta tovább pályafutását, ahol csapattársa a skót David Coulthard lett. Az ausztrál rendszerint bejutott az időmérő edzések harmadik részébe és két alkalomtól eltekintve mindig jobb volt, mint csapattársa. A versenyeken azonban nem tudta tartani Coulthard versenytempóját. A nürburgringi európai nagydíjon még a dobogóra is felállhatott. Viszont a sok technikai hiba miatt Webber gyakran esett ki pontszerző helyről és összesen csak három alkalommal szerzett pontot. Az esős japán nagydíjon az egyik biztonsági autós szakaszban második helyen autózott, amikor Lewis Hamilton hirtelen fékezésének köszönhetően Sebastian Vettel hátulról beleszaladt. A brazil nagydíjon kvalifikációján elérte idei legjobb eredményét, az ötödik rajtkockából vághatott neki a versenynek, és a negyedik helyen autózott, a két Ferrari és Fernando Alonso mögött, amikor a sebességváltó (ismét) megadta magát, így fel kellett adnia ezt a versenyt is.
Webber összetettben a 12. lett 10 ponttal, a csapattárs Coulthard 14 pontjával a 10. lett.

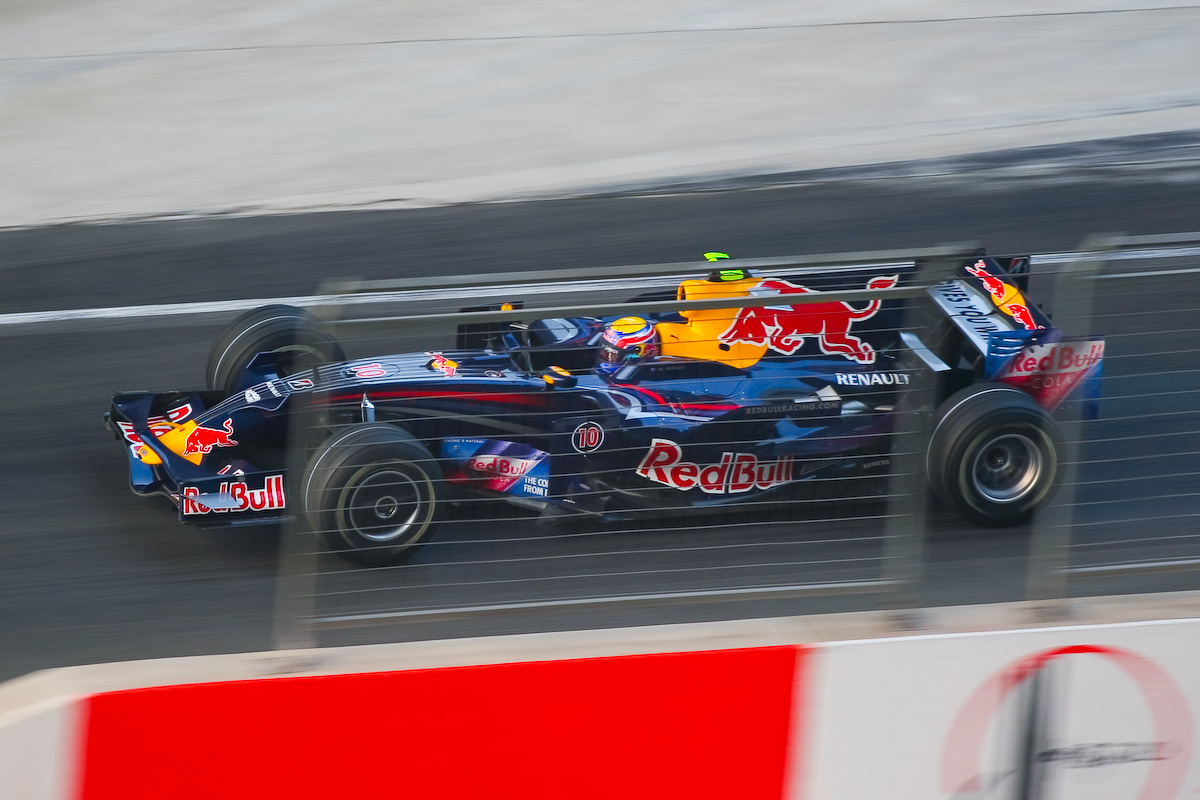
A 2008-as kínai nagydíjon

#### 2008
2008-ban továbbra is a Red Bull versenyzője maradt. A hazai nyitó futamon kiesett, Malajziában és Bahreinben a 7. helyen végzett. A spanyol nagydíjon a 7. rajthelyén két pozíciót javítva, ötödikként ért célba. Az egyéni világbajnokságban a 8. helyre lépett fel, csapata a Renault elé került, a 6. helyre. Törökországban folytatódott pontszerző sorozata: a 7. helyen végzett. A monacói nagydíjon időmérő edzésén mindkét Red Bull bejutott az utolsó szakaszba, ami jó eredményt vetített előre a vasárnapi versenyre. Az esős futamon Webber végig harcban volt a pontszerző helyekért, és amikor nem sokkal a verseny vége előtt Räikkönen kilökte Sutilt, a 4. helyre lépett fel. Zsinórban ötödik pontszerző helyével az egyéni világbajnokságban beérte a McLaren versenyzőjét, Heikki Kovalainent. Kanadában technikai problémák miatt az időmérőn tizedik lett, a versenyen a 12. helyen végzett, s megszakadt a pontszerző sorozata. A francia nagydíjon a 6. helyre kvalifikálta magát, és ugyanebben a pozícióban is ért célba. A brit nagydíjon a 2. rajtkockát szerezte meg, a rajtnál visszaesett a 4. helyre, és még ugyanabban a körben megpördült, és így visszaesett a mezőny végére, ahonnan a 10. helyre küzdötte fel magát. Németországban a 8. helyről indult, de a versenyen kiesett. A Hungaroringen és Valenciában 9., majd 12. lett, míg újra pontot szerzett. Belgiumban és Olaszországban egyaránt 8. lett. Szingapúrban váltóhiba miatt kiállni kényszerült. A kínai nagydíj időmérő edzésén a 6. helyet szerezte meg, de motorcsere miatt tízhelyes rajtbüntetést kapott. A versenyen csak a 14. helyre tudott felzárkózni. Az évad zárófutamán, Brazíliában búcsúzott a sportágtól a csapattársa, David Coulthard. Webber két hellyel előrébből, a 12. rajthelyről indult, ezért elkerülte azt az ütközést, ami miatt Coulthard kiesett. Az esős versenyen a 9. helyen futott be.
Az évad során csak háromszor esett ki, pontot kilenc alkalommal szerzett, míg Coulthard csak kétszer. A 2008-as világbajnokságot a 11. helyen fejezte be, 21 ponttal.

#### 2009

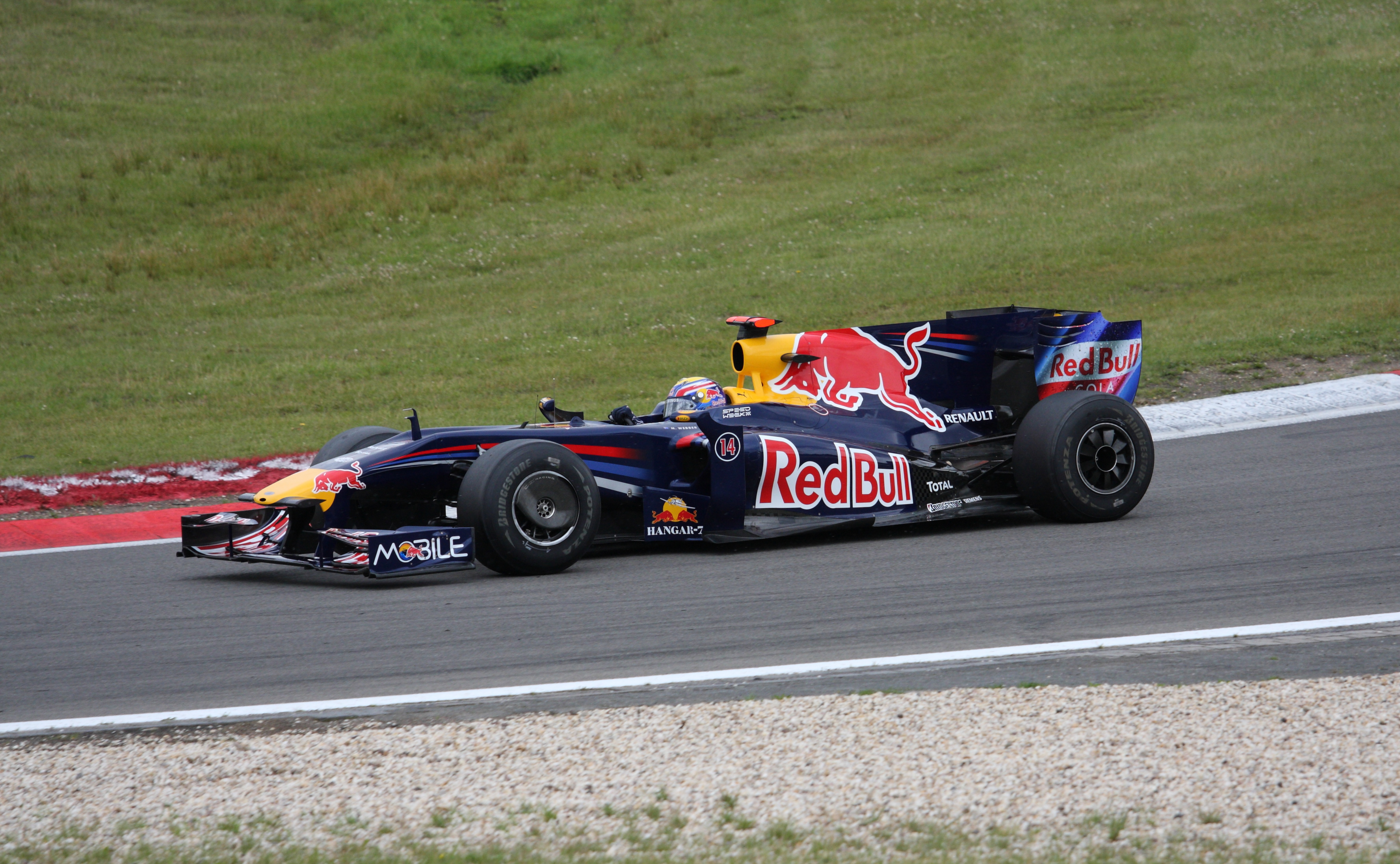
Webber első Formula–1-es győzelme helyszínén, a Nürburgringen

A 2009-es szezont is a Red Bull Racing istálló színeiben kezdte, újdonsült csapattársa a fiatal Sebastian Vettel lett. Webber az első futamon nem ért be pontszerző helyen, mert a rajtnál megsérült a kasztnija. A második futamon, Sepangban a 6. helyen végzett, ezzel 1,5 pontot szállított a csapatának. Minden versenyző pontjainak felét kapta meg, mivel a versenyt heves esőzés miatt leintették piros zászlóval, és még nem teljesítették a táv 75%-át.
Sanghajban a 3. helyre kvalifikálta magát, ahonnan csapattársa mögé beérkezve a második helyen fejezte be a futamot, ezzel élete legjobb eredményét elkönyvelve. A bahreini nagydíj időmérésén feltartották ezért az edzés legnagyobb negatív meglepetését hozva csak a 19. helyre kvalifikálta magát. A versenyen a 11. helyre jött fel de ez sem volt elég a pontszerzéshez.
Spanyolországban az 5. helyre kvalifikáltan magát ahonnan a 3. helyre jött fel egy újabb dobogós helyezést elkönyvelve és újabb 6 pontot szerezve.
Monte-Carlóban a 8. helyről indult és az 5. helyen futott be. Ezzel újabb négy pontot zsebelt be (a csapattársa összetörte az autóját). A szezon 6. futama után Webber 4. volt a bajnokságban. Törökországban a 2. helyen végzett 8 pontot gyűjtve, majd Silverstone-ban is a 2. helyet szerezte meg.
A nürburgringi futamon megszerezte élete első Formula–1-es pole pozícióját, majd a futamon egy áthajtásos büntetés ellenére is magabiztosan nyert csapattársa, Sebastian Vettel előtt, így az ausztrál pilóta megszerezte élete első győzelmét (ami egyben új rekord is volt, mivel F1-es versenyző még nem várt ennyi időt első futamgyőzelmére).
Július 23-án egy új szerződést írt alá a Red Bull csapattal a 2010-es évre. Néhány nappal később, a magyar nagydíjon a harmadik helyről rajtolt és ebben a pozícióban is ért célba, ezzel a pontverseny második helyére lépett fel. Magyarországi dobogós helyezése után kétszer lett kilencedik, valamint kétszer kiesett, majd a szerencsétlenül sikerült japán nagydíj után a pontverseny negyedik helyére esett vissza. Brazíliában a második helyről indulva győzött, az évadzáró versenyen pedig második lett Vettel mögött, ezzel a Red Bull negyedik kettős győzelmét szerezte az évben.

#### 2010

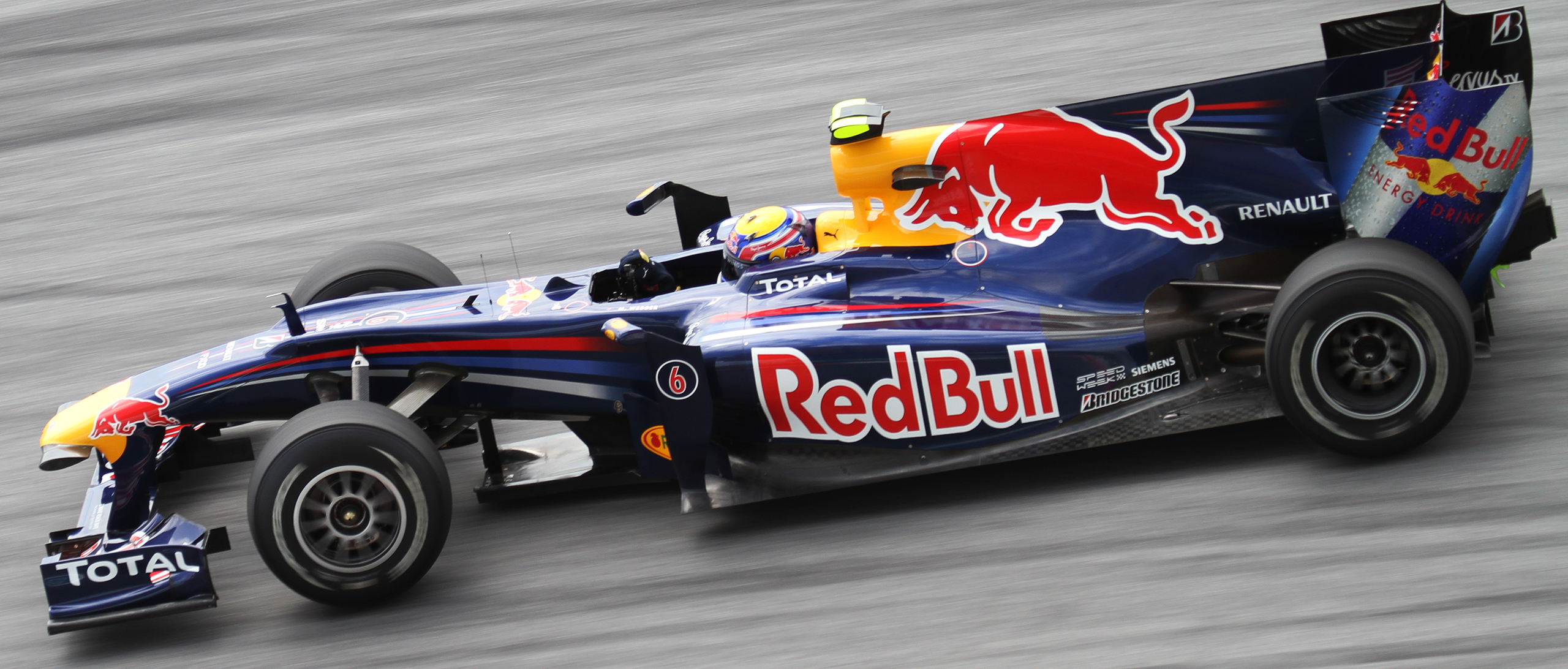
A maláj nagydíj első szabadedzésén

Az év nem indult jól Webber számára, Bahreinben nyolcadik, Ausztráliában bevállalt egy plusz kiállást, majd a verseny végén elnézett egy féktávot és ütközött a hatodik helyen haladó Hamiltonnal, de végül behozta az autót és kilencedik lett. A maláj nagydíjon pole-ból indulva második lett Vettel mögött, majd az esős kínai nagydíjon nyolcadik lett csak.
Ezt követően azonban győzött Spanyolországban, majd Monacóban is. Ennek köszönhetően a világbajnoki pontverseny élére állt pontegyenlőségben csapattársával. Meglepetést okozott az ausztrál újkeletű dominanciája. A csapat azzal indokolta Vettel gyengébb teljesítményét, hogy hajszálrepedések voltak az autójának karosszériáján, ezért a német új karosszériát kapott a törökországi futamra.
Törökországban Webber zsinórban harmadszor indult pole-ból. A versenyen a két Red Bull vezetett, majd Vettel váratlanul előzési pozícióba került. Az eset azért pikáns egy kicsit, mert előtte Webberre rászóltak, hogy kapcsoljon üzemanyagtakarékos üzemmódba, Vettelre viszont nem, mert a csapat szerint neki több üzemanyaga volt. Mindenesetre összeütköztek, a német kiesett, Webber visszatért a pályára és a 3. helyen még célbaért a két McLaren mögött. Mivel a csapat, elsősorban Helmut Marco azonnal Markot hibáztatta, az ausztrál elkezdte úgy érezni, hogy nem részesülnek egyenlő bánásmódban német csapattársával. A Red Bull később módosított álláspontján, és egyformán hibásnak vélte mindkét versenyzőt, míg a szakértők ha megneveztek valakit, akkor inkább Vettelt tartották felelősnek a történtekért.
Kanadában a csapat a lágyabb gumikeverék helyett a kevésbé jól tapadó, de tartósabb, kemény gumikat választotta az időmérőn, hogy a versenyen hosszabb első etapot futhassanak, ezzel a szezon során először vesztettek el időmérőt, ráadásul Webber autójában váltót cseréltek így a 2. helyett csak a 7. helyről indulhatott. A taktika nem vált be, a McLaren ismét kettős győzelmet aratott. Webber csak az 5. lett, így az összetett 3. helyére esett vissza 6 pontos hátrányban az élen álló Hamiltontól.
A Valenciában tartott európai nagydíjon a második helyről indult, de rossz rajtja, majd egy korai boxkiállás után csak a 18. helyen haladt. A 10. körben Heikki Kovalainen mögött haladt egy hosszú egyenes végén, amikor a féktávon a finn Lotuszának hátsó kerekére hajtott, autója pedig a levegőbe emelkedett. A Red Bull fejjel lefelé érkezett a pályára, majd 200 km/h-s sebességgel a gumifalba ütközött. Webber szerencsére egy karcolás nélkül szállt ki az autójából. A pole pozícióját győzelemre váltó Sebastian Vettel ezzel a futammal vette át az év domináns szerepet ausztrál csapattársától. Ebben része volt az európai nagydíjtól kezdve bevezetett, kipufogórendszerrel kapcsolatos műszaki változásnak is, ami Marknak kevésbé kedvezett.
Silverstone-ban még jobban kiéleződött a csapaton belüli feszültség, mivel az új terelőszárnyát elvették tőle, és az övét eltörő Vettelnek adták, aki így megszerezte a pole-t, de a versenyen az ausztrál lerajtolta és nyert. A győzelme után rádión azt mondta csapatának: "nem is rossz egy második számú pilótától".
Németországban szenvedett a technikával és végül 6. lett.
Júniusban 2011-ig meghosszabbította szerződését csapatával.
Magyarországon nyert miután Vettelt áthajtásos büntetéssel sújtották, mert nem tartotta be a biztonsági autós szabályokat. Ez után Webber 4 ponttal átvette az összetettbeli vezetést.
Belgiumban övé lett a pole, de a rajtnál visszaesett a 6. helyre, és végül a dobogó 2. fokára tudott csak felkapaszkodni. Ezzel ismét visszaesett a futamot megnyerő Hamilton mögé.
Olaszországban csak 6. lett, de legfőbb riválisa kiesett, így 5 pont előnnyel ismét ő vezetett. A Szingapúri éjszakai futamon az 5 helyről rajtolt. A versenyen közvetlen a rajt után a pályára hajtott a biztonsági autó és Webber kihasználva ezt rögtön a boxba hajtott. A húzás bejött, ugyanis a két McLaren később csak mögé tudott visszajönni. Egy újabb biztonsági autós szakasz után Hamilton próbálta megelőzni, de összeakadtak és Hamilton kiesett, míg Webber folytatni tudta a versenyt, és harmadik lett. Ezúttal az ausztrál 11 pontos előnyre tett szert, míg a második helyre a futamot megnyerő Alonso zárkózott fel
Japánban a Red Bull kettős győzelmet aratott, Vettel nyert, Webber lett a második. Ekkor már 14 pont volt az előnye a második helyen egyenlő ponttal rendelkező Alonso-val, és Vettel-lel szemben.
A kaotikus Koreai versenyen közvetlen a rajt után megcsúszott és kiesett. A nagydíjat Alonso nyerte meg, ezzel átvéve a vezetést Webber előtt. Két futammal a szezon vége előtt felmerült a kérdés, hogy a szintén nullázó Vettel segíthetné Webbert, akinek 11 pont volt a hátránya, míg neki 25, ami egy győzelmet jelent.
A Brazil nagydíjon a 3. helyet szerezte meg a kvalifikáción a pályafutása első pole pozícióját szerző Nico Hülkenberg és csapattársa Sebastian Vettel mögött. A rajtnál nem sikerült megelőznie a Hülkenberget lerajtoló Vettelt, de még az első körben meg tudta előzni Hülkenberget. A versenyen mindvégig csapattársa mögött a 2. helyen autózott.
Támogatására azonban nem került sor arra hivatkozva, hogy "nincs első és második számú versenyzőjük". Brazíliában Vettel nyert, Webber pedig 2. lett. Mivel Alonso 3. helyen végzett Webber hátránya 8 pontra csökkent, a csapat által támogatott Vettelé pedig 15-re. Így mindketten esélyesek maradtak a végső győzelemre.
Az év utolsó futama, Abu Dzabi előtti esélylatolgatások főként Alonso és Webber vb-győzelmi lehetőségeit elemezték. Vettelnek csak nagyon csekély esélye maradt, inkább abban látták a szerepét, hogy a mérleg nyelve lesz a spanyol és az ausztrál között. A dolgok azokban nem várt fordulatot vettek: Webber már az elszúrt időmérőjével (5. hely) szinte Alonsónak ajándékozta vb-címet. Ám a spanyol sem tudott élni a lehetőséggel, megdöbbentő módon csak a 7. helyen futott be ausztrál kollégája előtt, miközben Vettel pole pozícióból indulva megnyerte a futamot és a világbajnokságot is egyben. Webberről utólag kiderült, hogy utolsó négy versenyén sérült vállal, fájdalomcsillapító injekcióval vett részt, és az utolsó négy versenyből kétszer dobogóra is tudott állni.

#### 2011
A 2011-es évad leggyorsabb istállójának ismét a Red Bull ígérkezett. Webbernél a fő kérdés az volt, hogy mennyire tudja tartani önbizalomban megerősödött csapattársának, a friss világbajnok Vettelnek a tempóját.
Miután a bahreini futam elmaradt, Melbourne-nel indult szezon. Az időmérőt és a versenyt is nagy fölénnyel Vettel nyerte. Webber a 3. helyről indulva, szenvedve a technikával 5. lett. A csapat utólag úgy elismerte, hogy a két Red Bull autó nem volt egyforma, az ausztrálén bizonyos alkatrészek és beállítások mások voltak, és "nem működtek megfelelően".
Malajziában ismét Vettel dominált időmérőn és a versenyen is, ám ebben nagy része volt annak, hogy Webber autójában egyáltalán nem működött a KERS. Ez a rajtnál jelentette a legnagyobb hátrányt, rögtön a 10. helyre esett vissza, onnan küzdötte magát vissza a 4. helyre. Német csapattársa - aki a rajtnál is és a futam feléig is szabadon használhatta a KERS-t - újból nyert.
Kínában Webber autóján a KERS továbbra sem működött, ráadásul a csapat eltaktikázta az időmérőt is (http://sportgeza.hu/forma1/2011/04/16/webber_lazaztunk_es_idozavarba_kerultunk/), aminek köszönhetően a 18. helyről kellett indulnia, míg Vettel harmadszorra is megszerezte a pole pozíciót. Az egyébként is rendkívül izgalmas és látványos futamon Mark kitűnő versenyzése volt az egyik fő attrakció (http://sportgeza.hu/forma1/2011/04/17/hamilton_szenzacios_elso_a_gumicsataban/); a KERS-hiány ellenére a 18. helyről a mezőnyt végigelőzgetve a 3. helyen zárt, mindössze két és fél másodperccel elmaradva Vetteltől, aki rossz gumistratégia miatt volt kénytelen átengedni a győzelmet Lewis Hamiltonnak néhány körrel a leintés előtt.
Isztambul volt az első hétvége, amikor Webber KERS-e kifogástalanul működött. A Red Bull szerezte meg az első két helyet időmérőn, ismét Vettelel a pole pozícióban. A versenyen a német az első kanyartól az utolsóig vezetett, míg Mark kemény csatában volt a 2. helyért Alonsóval, amit végül sikerült megtartania.
Törökországhoz hasonlóan a Red Bull csapat Spanyolországban is dominált az időmérőn. Ugyanúgy, mint Isztambulban, csak egyetlen gyors körre küldte ki két versenyzőjét az időmérő döntő etapjában. Ezúttal Webber bizonyult gyorsabbnak, de ehhez hozzátartozik, hogy Vettelnek gondja volt a KERS-szel. A futamon Webber nem rajtolt rosszul, egy darabig úgy tűnt, megtarthatja elsőségét Vettellel szemben. Azonban a 4. helyről elképesztően startoló Alonso ekkor a másik oldalról kezdte támadni, így Mark végül nem tudott védekezni, és mindkettejüket elengedte. A spanyol az első helyen fordult el, de a Ferrari versenytempója jóval lassabb volt, mint a Red Bullé, így Vettel később megszerezte a vezetést és nyert, noha a vége felé nagy harcban állt Lewis Hamiltonnal. Az egész versenyen alig akadt előzés a pálya karaktere miatt, Webber kemény taktikai csatában, hosszú időre a lassabb Alonso mögé szorulva végül 4. helyen zárt.
A monacói időmérő kaotikusra sikeredett Perez ijesztő balesete, és az ebből adódó piros zászlós időszak miatt. Az időeredmények nem lettek igazán mérvadóak, de Vettel tudott gyors kört futni, első lett, a többiek - köztük Markkal a harmadik helyen - alaposan lemaradva követték. A futamon Webber rajtja elég harmatosra sikerült, Alonso könnyedén megelőzte, utána már tudta tartani a tempót az élmezőnnyel. Esélyei a jó helyezésre csúnyán elhúzódó kerékcseréjével úsztak el. Sok pozíciót vesztett, de a végére visszakapaszkodott a 4. helyre, ami az előzmények fényében jónak mondható. A futamot a csapattárs Vettel nyerte, de veszélyben forgott a győzelme, nagy segítségére volt a biztonsági autós periódus a verseny vége felé.
A kanadai nagydíj hétvégéjére ismét kiújultak Mark KERS-problémái, míg Vettel autóján ismét nem volt vele gond. Ismét a német szerezte meg a pole-t, az ausztrál a lassabb technikával harmadik lett.

## Eredményei

### Teljes Formula–1-es eredménysorozata
(Táblázat értelmezése)

(Félkövér: pole-pozícióból indult; dőlt: leggyorsabb kört futott) 

| Év   | Csapat   | 1      | 2      | 3      | 4      | 5      | 6      | 7      | 8      | 9      | 10     | 11     | 12     | 13      | 14     | 15     | 16     | 17     | 18     | 19     | 20    | Helyezés | Pont |
| ---- | -------- | ------ | ------ | ------ | ------ | ------ | ------ | ------ | ------ | ------ | ------ | ------ | ------ | ------- | ------ | ------ | ------ | ------ | ------ | ------ | ----- | -------- | ---- |
| 2002 | Minardi  | AUS 5  | MAL Ki | BRA 11 | SMR 11 | ESP Ni | AUT 12 | MON 11 | CAN 11 | EUR 15 | GBR Ki | FRA 8  | GER Ki | HUN 16  | BEL Ki | ITA Ki | USA Ki | JPN 10 |        |        |       | 16.      | 2    |
| 2003 | Jaguar   | AUS Ki | MAL Ki | BRA 9  | SMR Ki | ESP 7  | AUT 7  | MON Ki | CAN 7  | EUR 6  | FRA 6  | GBR 14 | GER 11 | HUN 6   | ITA 7  | USA Ki | JPN 11 |        |        |        |       | 10.      | 17   |
| 2004 | Jaguar   | AUS Ki | MAL Ki | BHR 8  | SMR 13 | ESP 12 | MON Ki | EUR 7  | CAN Ki | USA Ki | FRA 9  | GBR 8  | GER 6  | HUN 10  | BEL Ki | ITA 9  | CHN 10 | JPN Ki | BRA Ki |        |       | 13.      | 7    |
| 2005 | Williams | AUS 5  | MAL Ki | BHR 6  | SMR 7  | ESP 6  | MON 3  | EUR Ki | CAN 5  | USA Ni | FRA 12 | GBR 11 | GER Hn | HUN 7   | TUR Ki | ITA 14 | BEL 4  | BRA Hn | JPN 4  | CHN 7  |       | 10.      | 36   |
| 2006 | Williams | BHR 6  | MAL Ki | AUS Ki | SMR 6  | EUR Ki | ESP 9  | MON Ki | GBR Ki | CAN 12 | USA Ki | FRA Ki | GER Ki | HUN Ki  | TUR 10 | ITA 10 | CHN 8  | JPN Ki | BRA Ki |        |       | 14.      | 7    |
| 2007 | Red Bull | AUS 13 | MAL 10 | BHR Ki | ESP Ki | MON Ki | CAN 9  | USA 7  | FRA 12 | GBR Ki | EUR 3  | HUN 9  | TUR Ki | ITA 9   | BEL 7  | JPN Ki | CHN 10 | BRA Ki |        |        |       | 12.      | 10   |
| 2008 | Red Bull | AUS Ki | MAL 7  | BHR 7  | ESP 5  | TUR 7  | MON 4  | CAN 12 | FRA 6  | GBR 10 | GER Ki | HUN 9  | EUR 12 | BEL 8   | ITA 8  | SIN Ki | JPN 8  | CHN 14 | BRA 9  |        |       | 11.      | 21   |
| 2009 | Red Bull | AUS 12 | MAL 6‡ | CHN 2  | BHR 11 | ESP 3  | MON 5  | TUR 2  | GBR 2  | GER 1  | HUN 3  | EUR 9  | BEL 9  | ITA Ki  | SIN Ki | JPN 17 | BRA 1  | UAE 2  |        |        |       | 4.       | 69,5 |
| 2010 | Red Bull | BHR 8  | AUS 9  | MAL 2  | CHN 8  | ESP 1  | MON 1  | TUR 3  | CAN 5  | EUR Ki | GBR 1  | GER 6  | HUN 1  | BEL 2   | ITA 6  | SIN 3  | JPN 2  | KOR Ki | BRA 2  | UAE 8  |       | 3.       | 242  |
| 2011 | Red Bull | AUS 5  | MAL 4  | CHN 3  | TUR 2  | ESP 4  | MON 4  | CAN 3  | EUR 3  | GBR 3  | GER 3  | HUN 5  | BEL 2  | ITA Ki  | SIN 3  | JPN 4  | KOR 3  | IND 4  | UAE 4  | BRA 1  |       | 3.       | 258  |
| 2012 | Red Bull | AUS 4  | MAL 4  | CHN 4  | BHR 4  | ESP 11 | MON 1  | CAN 7  | EUR 4  | GBR 1  | GER 8  | HUN 8  | BEL 6  | ITA 20† | SIN 11 | JPN 9  | KOR 2  | IND 3  | UAE Ki | USA Ki | BRA 4 | 6.       | 179  |
| 2013 | Red Bull | AUS 6  | MAL 2  | CHN Ki | BHR 7  | ESP 5  | MON 3  | CAN 4  | GBR 2  | GER 7  | HUN 4  | BEL 5  | ITA 3  | SIN 15† | KOR Ki | JPN 2  | IND Ki | UAE 2  | USA 3  | BRA 2  |       | 3.       | 199  |

† A versenyt nem fejezte be, de helyezését értékelték, mert a versenytáv több, mint 90%-át teljesítette.
‡ A versenyt félbeszakították, és nem teljesítették a táv 75%-át, így a helyezéséért járó pontoknak csak a felét kapta meg.

### Le Mans-i 24 órás autóverseny
| Év   | Csapat       | Csapattárs                      | Autó                 | Kategória | Kör | Összetett Helyezés | Kategória Helyezés |
| ---- | ------------ | ------------------------------- | -------------------- | --------- | --- | ------------------ | ------------------ |
| 1998 | AMG-Mercedes | Klaus Ludwig Bernd Schneider    | Mercedes-Benz CLK-LM | GT1       | 19  | Kiesett            | Kiesett            |
| 1999 | AMG-Mercedes | Jean-Marc Gounon Marcel Tiemann | Mercedes-Benz CLR    | LMGTP     | 0   | Ni                 | Ni                 |
| 2014 | Porsche Team | Timo Bernhard Brendon Hartley   | Porsche 919 Hybrid   | LMP1-H    | 346 | HN                 | HN                 |
| 2015 | Porsche Team | Timo Bernhard Brendon Hartley   | Porsche 919 Hybrid   | LMP1      | 394 | 2.                 | 2.                 |
| 2016 | Porsche Team | Timo Bernhard Brendon Hartley   | Porsche 919 Hybrid   | LMP1      | 346 | 13.                | 5.                 |

### Teljes FIA World Endurance Championship eredménysorozata
(Táblázat értelmezése)

(Félkövér: pole-pozícióból indult; dőlt: leggyorsabb kört futott) 

| Év   | Csapat       | Osztály | Kasztni            | Motor                           | 1      | 2      | 3      | 4     | 5     | 6     | 7     | 8      | 9     | Helyezés | Pont  |
| ---- | ------------ | ------- | ------------------ | ------------------------------- | ------ | ------ | ------ | ----- | ----- | ----- | ----- | ------ | ----- | -------- | ----- |
| 2014 | Porsche Team | LMP1    | Porsche 919 Hybrid | Porsche 2.0 L Turbo V4 (Hybrid) | SIL 3  | SPA 12 | LMS Hn | COA 5 | FUJ 3 | SHA 6 | BHR 3 | SÃO Ki |       | 9.       | 64.5  |
| 2015 | Porsche Team | LMP1    | Porsche 919 Hybrid | Porsche 2.0 L Turbo V4 (Hybrid) | SIL Ki | SPA 3  | LMS 2  | NÜR 1 | COA 1 | FUJ 1 | SHA 1 | BHR 5  |       | 1.       | 166   |
| 2016 | Porsche Team | LMP1    | Porsche 919 Hybrid | Porsche 2.0 L Turbo V4 (Hybrid) | SIL Ki | SPA 26 | LMS 10 | NÜR 1 | MEX 1 | COA 1 | FUJ 3 | SHA 1  | BHR 3 | 4.       | 134.5 |

† A versenyt nem fejezte be, de helyezését értékelték, mert a versenytáv több, mint 90%-át teljesítette.

## Magánélet
Mark Webber nőtlen, barátnőjével, Ann Neallel – aki egyben menedzsere is – az angliai Aylesbury-ben él. A versenyző hobbijai között a kerékpározást, a teniszt és a fitneszt tartja számon. Három, a Formula–1-es pilóták között megrendezett tenisztornát is megnyert Barcelonában (2002, 2004, 2005).
2003 novemberében megrendezett egy 10 napos tasmániai kalandtúrát – ausztrál hírességek közreműködésével –, melynek célja az volt, hogy rákbeteg gyerekek javára gyűjtsön pénzt. Webbert az indította erre az akcióra, hogy nagyapja rákban halt meg.
2006-ban ismét megrendezték a kalandtúrát – immár a tasmániai kormány hivatalos támogatásával és "Mark Webber Pure Tasmania Challenge" név alatt. Webber saját alapítványt is működtet a rák elleni küzdelem érdekében, melynek neve "Mark Webber Challenge Foundation".